# Shahbazpur Union
Shahbazpur Union (in bengalese শাহবাজপুর টাউন) è una città più piccola e più grande sindacato/unione di Sarail Upazila, del distretto di Brahmanbaria, Divisione di Chittagong a est del Bangladesh.